# 郭脩
郭 脩 / 郭 循（かく しゅう / かく じゅん）は、中国三国時代の人物。字は孝先。涼州西平郡の出身。

## 生涯
元より行いに優れ、西の州で名声があった。蜀漢の姜維が西平郡に侵入し略奪を働いた時に捕虜となった。姜維からは脅迫を受けたが屈服しなかったと言われる。蜀漢の皇帝・劉禅からは左将軍に任じられた。
慶賀の際にはいつも劉禅の暗殺を試み、接近を図ったが、左右の者に押し留められて事を成せずにいた。そこで嘉平5年（蜀漢の延熙16年/253年）正月、宴会の場で酔い潰れた宰相の費禕を刺殺した。
同年8月、魏の皇帝・曹芳は、自らの命と引き換えに費禕を刺殺した郭脩を称賛する詔勅を下した。郭脩は長楽郷侯を追封され、食邑千戸を与えられ、威侯と諡された。また子がその爵位を継ぎ、奉車都尉に任じられ、恩賞を授かった。このように魏では英雄としての扱いを受けた郭脩だが、『三国志』の注釈者である裴松之は郭脩の行為について、信義に悖る上に大した功績でもないと厳しく非難している。
小説『三国志演義』では登場しない。費禕も第107回で姜維の北伐を諌めたのを最後に、その後の動向は描かれず登場しなくなる。